# Macrargus
Macrargus es un género de arañas araneomorfas de la familia Linyphiidae. Se encuentra en la zona holártica.

## Lista de especies
Según The World Spider Catalog 12.0:
- Macrargus alpinus Li & Zhu, 1993
- Macrargus boreus Holm, 1968
- Macrargus carpenteri (O. Pickard-Cambridge, 1894)
- Macrargus excavatus (O. Pickard-Cambridge, 1882)
- Macrargus multesimus (O. Pickard-Cambridge, 1875)
- Macrargus rufus (Wider, 1834)
- Macrargus sumyensis Gnelitsa & Koponen, 2010